# انوشکا مانچاندا
انوشکا مانچاندا (به انگلیسی: Anushka Manchanda) (زاده ۱۱ فوریه ۱۹۸۲) بازیگر هندی است.
از فیلم‌هایی که وی در آن نقش داشته است می‌توان به داماد پیدا شد و الهه‌های عصبانی هند اشاره کرد.